# Jimmy Crespo
James "Jimmy" Crespo Jr. (Nova Iorque, 5 de julho de 1954) é um guitarrista estadunidense que foi guitarrista principal da banda de rock Aerosmith entre os anos de 1979 a 1984, tendo também trabalhado ao lado de Rod Stewart. Atualmente, Jimmy Crespo mora em Las Vegas, onde toca com a banda Sin City Sinners.

## Biografia
James Crespo, ou simplesmente Jimmy Crespo, nasceu no Brooklyn em Nova York, USA, filho de mãe americana e pai porto-riquenho. Havia tocado na banda Flame em 2 discos e já era um bem sucedido e promissor músico de estúdio quando foi convidado por Jack Douglas a substituir Joe Perry no Aerosmith em 1979. Tocou em algumas faixas do disco "Night in the Ruts" (1980), porém seu nome nem chegou a constar nos créditos do disco (até então não era ainda um membro fixo da banda, havia sido convidado por Jack Douglas para terminar algumas faixas, já que Joe Perry abandonou a banda durante as gravações do disco).
Após audições com alguns guitarrista (entre eles Michael Schenker, ex-UFO e Scorpions), Steven Tyler optou por manter Jimmy Crespo no line-up do Aerosmith. Sendo assim Jimmy Crespo fez seu primeiro show em 11 de janeiro de 1980 (segundo a autobiografia da banda "Walk This Way" de 1997).
Crespo foi co-autor de 6 faixas do disco "Rock in a hard place" de 1982, sendo este o único álbum de estúdio do Aerosmith que não conta com a dupla de guitarrista Joe Perry e Brad Whitford (Jimmy foi acompanhado pelo francês Rick Dufay, que substituiu Brad em 1981).
Em 1984 a banda retornou com a clássica formação e os guitarristas Jimmy Crespo e Rick Dufay seguiram seus caminhos. Jimmy também pode ser ouvido no disco ao vivo "Classics Live!" de 1986, em 4 faixas.
Após a experiência no Aerosmith, Jimmy tocou em bandas como Stress e Rough Cutt. Além disso acompanhou a banda de Rod Stewart em turnê por 2 anos entre 1995 e 1996.